# Peter Snell
Peter Snell (17. prosince 1938 Opunake, Taranaki, Nový Zéland – 12. prosince 2019 Dallas, USA) byl novozélandský atlet, který získal na letních olympijských hrách tři zlaté olympijské medaile v bězích na 800 a 1500 metrů. Byl také držitelem několika světových rekordů.

## Životopis
Když mu bylo 10 let, odstěhoval se s rodinou do Waikato. V Aucklandu se stal studentem gymnázia Mount Albert a zde se věnoval celé řadě různých sportů včetně atletiky. Vynikal i v tenisu, byl účastníkem několika juniorských šampionátů. V 19 letech se mu začal věnovat trenér Arthur Lydiard, který měl rozhodující zásluhu na jeho světových prvenstvích.

## Sportovní výsledky
Na LOH v Římě roku 1960 se stal poprvé olympijským vítězem v běhu na 800 metrů.
V roce 1961 zaběhl 800 metrů v čase 1:44,3
Během roku 1962 vytvořil celou řadu běžeckých světových rekordů na tratích od 1000 metrů po 1 míli.
V Tokiu, kde se konaly roku 1964 letní olympijské hry, získal zlatou olympijskou medaili za vítězství v běhu na 1500 metrů. V tomto závodě byli na stupních vítězů i československý rekordman Josef Odložil a John Davies z Nového Zélandu.
Nedlouho poté se stal v domácím prostředí světovým rekordmanem v běhu na 1000 metrů výkonem 2:16,8. Pár dní poté, v závodě na 1 míli vytvořil nový světový rekord výkonem 3:54,1. Soupeřem a přítelem mu tehdy byl mj. Odložil, který zde zaběhl nový československý rekord 3:56,4.
V roce 1965 startovali Petr Snell, John Davies a Josef Odložil na Rošického memoriálu v Praze a den poté závodili v Karlových Varech.

## Po skončení běžecké kariéry
Později žil v americkém Texasu.